# Pereire – Levallois (stanice RER v Paříži)
Pereire – Levallois je nádraží příměstské železnice RER v Paříži, které se nachází v 17. obvodu na Boulevardu Pereire. Slouží pro linku RER C. Podzemním tunelem je propojen se stanicí Pereire, kde je možné přestoupit na linku 3 pařížského metra. V roce 2005 činil počet denních pasažérů 15 000-50 000 a vlaků 150-250.

## Historie
Nádraží bylo uvedeno do provozu 2. května 1854 pod názvem Courcelles – Levallois při otevření linky z nádraží Saint-Lazare do Auteuil. Dne 25. března 1869 při zprovoznění železnice Petite Ceinture ležela stanice na křižovatce obou linek a v rámci výstavby spojení do stanice Boulainvilliers v 90. letech 19. století bylo kolejiště rozšířeno na čtyři koleje. V roce 1934 byla na trati Petite Ceinture ukončena osobní doprava a v roce 1985 částečně na trati Auteuil, takže nádraží poté sloužilo jen pro vlaky na úseku Pont-Cardinet – Auteuil. Následovala kompletní modernizace celé trati. Především kvůli snížení hlučnosti v okolní zástavbě byla zahloubená trať zakryta deskami, na kterých byly instalovány tenisové kurty a kavárny apod., takže nástupiště ve stanici se dnes nachází v podzemí.
Obnovená trať byla otevřena 25. září 1988 a při té příležitosti se změnil i název nádraží na Pereire – Levallois podle ulice, ve které se nachází a podle města Levallois-Perret, které s Paříží sousedí. Nádraží bylo konečnou na spojnici do stanice Pont-Cardinet. Tato třetí kolej se nevyužívá od 5. července 1996, kdy byl tento úsek nahrazen autobusovými spoji.

## Rozvoj v budoucnosti
V listopadu 2006 byl předložen návrh na rozšíření linky RER E tunelem do La Défense se zastávkou a přestupem na Pereire – Levallois. Druhá varianta je křížení obou tratí v sousední stanici Neuilly – Porte Maillot. Toto druhé řešení je dnes pravděpodobnější.